# クリスティアン・ペデルセン
クリスティアン・マジダール・ペデルセン（Kristian Majdahl Pedersen, 1994年8月4日 - ）は、デンマーク・デンマーク首都地域リングスタッド出身のサッカー選手。EFLチャンピオンシップ・スウォンジー・シティAFC所属。ポジションはDF。

## クラブ経歴
2014年7月に4部リーグのリングスタッドIFからデンマーク・ファーストディビジョン (2部リーグ)のHBキューゲに移籍。同月25日のスキーべIF戦で移籍後初出場。以降先発に定着し、主力選手に成長。
2016年7月、1.FCウニオン・ベルリンと3年契約を締結。2部リーグながら2シーズンで61試合に出場するなど。チームの中心を担った。
2018年6月25日、バーミンガム・シティFCと4年契約を締結した。
2022年6月17日、1.FCケルンと2年契約を締結したことが発表された。

## 代表経歴
2016年にU-21のデンマーク代表に招集。2020年10月にフル代表初招集。8日のフェロー諸島戦で代表デビューを果たした。